# Carlo Colombara
Carlo Colombara (Bologna, 7 agosto 1964) è un basso italiano.

## Biografia
Carlo Colombara comincia ad appassionarsi all'opera lirica a nove anni, dopo aver assistito a una rappresentazione di Carmen nel teatro comunale della sua città. 
La sua formazione musicale ha inizio con lo studio del pianoforte a 12 anni a cui si aggiunge a 15 anni lo studio del canto con il maestro Paride Venturi.
Nel 1984 vince il concorso "Riccardo Stracciari" a Bologna. 
Nel 1986 vince la medaglia d'oro come miglior cantante italiano al concorso «Giovanni Battista Viotti» di Vercelli e nel 1987 compie il suo esordio teatrale a Milano con il concorso As.Li.Co.
Al Teatro Donizetti di Bergamo nell'ottobre 1987 è podestà-Bruhlmann in Werther ed al Teatro La Fenice di Venezia in dicembre è il mandarino in Turandot.
Nel 1988 ancora a Bergamo è il prefetto in Linda di Chamounix e debutta come Pietro in Simon Boccanegra in concerto diretto da Georg Solti con Margaret Price al Teatro alla Scala di Milano.
Debutta al Teatro dell'Opera di Roma con Silva dell'opera Ernani di Giuseppe Verdi (teatro nel quale tornerà gli anni successivi per interpretare Aida per la regia di Franco Zeffirelli, Luisa Miller e I puritani). 
Seguono al Teatro Comunale di Bologna il personaggio di Seneca in L'incoronazione di Poppea e alla Fenice di Venezia Tiresia di Oedipus rex con Lucia Valentini Terrani, il mago Cristiano in Rinaldo (opera) con Marilyn Horne, e il Macbeth verdiano a Tokio al fianco di Shirley Verrett.
Nel 1989 debutta a 25 anni alla Scala Il principe di Bouillon in Adriana Lecouvreur (opera) diretto da Gianandrea Gavazzeni, Lorenzo ne I Capuleti e i Montecchi diretto da Riccardo Muti al Teatro Bol'šoj, Timur in Turandot diretto da Lorin Maazel   al Palazzo di Stato del Cremlino e nel 1990 nel ruolo di Procida de I vespri siciliani diretto da Muti,  in Lucia di Lammermoor con Vincenzo La Scola nel 1992 ripreso dalla RAI, ritornandoci regolarmente in varie stagioni in opere come  Nabucco, Macbeth (in occasione dell'apertura della stagione del teatro scaligero in data 7 dicembre 1997) e L'incoronazione di Poppea.
In seguito, si è esibito nei più prestigiosi dei teatri del mondo, tra i quali: Staatsoper di Vienna, Metropolitan di New York, Teatro Bol'šoj di Mosca, Teatro Colón di Buenos Aires, Operà di Parigi, Covent Garden di Londra, Arena di Verona (nel quale canta regolarmente dal 1992 al 2015 inaugurandone per cinque volte la stagione) Maggio Musicale Fiorentino, Teatro dell'Opera di Roma (in Lucia di Lammermoor nel 1992 a fianco al tenore Alfredo Kraus), Tokyo ed anche in diverse prestigiose sale concertistiche quali New York (Carnegie Hall), Londra (Royal Festival Hall, Wigmore Hall), Konzerthaus e Musikverein di Vienna e il Concertgebouw di Amsterdam.
Ha collaborato con i più importanti direttori d'orchestra quali Riccardo Chailly, Chung Myung-whun, Colin Davis, Gianandrea Gavazzeni, Carlo Maria Giulini, Eliahu Inbal, Lorin Maazel, Zubin Mehta, Riccardo Muti, Antonio Pappano, Michel Plasson, Georges Prêtre, Wolfgang Sawallisch, Philippe Auguin, Giuseppe Sinopoli e Georg Solti e con registi del calibro di Jean-Pierre Ponnelle, Franco Zeffirelli, Werner Herzog, Luca Ronconi, Graham Vick, Robert Carsen, Eliah Moshinsky, Jonathan Miller, Peter Stein e molti altri.
Oltre al lato operistico, ha intrapreso una intensa attività come interprete di concerti, cantando più di 150 volte la Messa da Requiem di Verdi in città come Firenze, Roma, Londra, Boston, Parigi, Tokyo, Napoli, Modena; quest'ultima, in memoria di Luciano Pavarotti, con il quale cantò proprio insieme nell'ultimo Requiem interpretato dal tenore modenese al Teatro San Carlo di Napoli nel 1996 trasmesso in eurovisione.
Nel 1997 ha interpretato il ruolo di Timur in una spettacolare produzione della Turandot nella Città proibita a Pechino, sotto la direzione di Zubin Mehta e la regia di Zhang Yimou, che è stata trasmessa in mondovisione.
Dal 1997 al 2013, inizia un'intensa collaborazione artistica con il teatro Opernhaus di Zurich cantando tutti i titoli principali del suo vasto repertorio compreso il ruolo di Filippo II nel Don Carlo che diventerà uno dei suoi ruoli più apprezzati da pubblico e critica.
Nella stagione 2008/2009, Colombara ha cantato ne I puritani nel Teatro Massimo di Palermo e ha partecipato alla Messa da Requiem di Verdi organizzato a Modena il 6 settembre 2008 in omaggio a Luciano Pavarotti. Inoltre ha interpretato La Forza del destino e Nabucco al Festival verdiano a Parma e Reggio Emilia, (), il Requiem di Verdi a Bruxelles, Stoccarda, San Pietroburgo, Parigi e Marsiglia e Luisa Miller a Monaco di Baviera . Nell'estate del 2009 ha debuttato come Mefistofele al Festival di Savonlinna e come Escamillo nella Carmen di Bizet alle Terme di Caracalla a Roma.
Nella stagione 2009/2010 ha cantato Ernani a Zurigo, il Requiem di Verdi in una tournée per il Paese Basco, La favorita a Siviglia, Nabucco a Zurigo, La sonnambula a Las Palmas, Aida a New York, Norma al Teatro Real di Madrid, Macbeth a Bruxelles, e ha debuttato nel ruolo di Don Pasquale al Festival di Peralada, il suo primo ruolo di basso buffo.
Nella stagione 2010/2011 ha cantato tutti e 4 i ruoli di basso de Les contes d'Hoffmann alla Aichi Triennale di Nagoya, I Masnadieri, Simon Boccanegra e Anna Bolena all'Opernhaus di Zurigo, ha debuttato nel ruolo protagonista di Don Giovanni (Mozart) nel Teatro del Giglio di Lucca, Anna Bolena al Teatre del Liceu di Barcellona, Norma al Teatro Pérez Galdós di Las Palmas, Nabucco alla Monnaie di Bruxellex e La bohème all'Opernhaus di Zurigo.
Nell'estate 2011 è stato il protagonista di Don Giovanni al Savonlinna Opera Festival, Timur di Turandot al Festival Puccini di Torre del Lago, ha interpretato lo spettacolo-concerto Carlo Colombara 1/1 prima sempre a Torre del Lago e infine il due settembre ha inaugurato l'Umbria Music Fest con un concerto di Lieder russi accompagnato dalla pianista Natalia Morozova.
Nella stagione 2012 ha cantato al Metropolitan Opera di New York (Nabucco), all'Opera di Oviedo (Norma), La forza del destino ed Aida al Gran Teatro del Liceu di Barcellona (), all'Opernhaus di Zurigo (Simon Boccanegra), e debuttato il personaggio di Scarpia (Tosca) a Praga ed al Teatro Regio di Parma ed è stato protagonista dello spettacolo teatrale "Stasera decido io!" al Teatro del Giglio di Lucca.
Nel 2013, Colombara ha interpretato la Messa da Requiem di Verdi con la Boston Symphony Orchestra a Boston, al Southbank Centre per il Royal Festival Hall di Londra e all'Opera Festival di Savonlinna. Inoltre è stato Zaccaria in Nabucco alla Staatsoper di Stoccarda e all'Arena di Verona e Fiesco di Simon Boccanegra a Vienna. Uniche incursioni non verdiane sono state La Favorite al Théâtre des Champs Elysées, la Petite Messe Solennelle a Parigi e Vienna e Mefistofele al Teatro Regio di Parma.
Nel 2014, oltre all'atteso debutto nella nuova opera di Kolonovits “El Juez" con José Carreras al Teatro Arriaga di Bilbao, ha partecipato con grande successo ad una trionfale edizione del Simon Boccanegra a Piacenza e Modena, ed alle celebrazioni per il centenario dalla nascita del grande basso bulgaro Boris Christoff al Teatro dell'Opera Sofia in 3 produzioni (Aida, Nabucco e Don Carlo). Poi ancora a Birmingham e Londra (Requiem di Verdi con direzione di Antonio Pappano) e a Salisburgo ne La Favorite.
Nell'anno 2015 ha cantato con grande successo Aida, La boheme (diretta da Gustavo Dudamel) ed il Requiem di Verdi al Teatro alla Scala di Milano diretto da Zubin Mehta, Aida all'Arena di Verona, Maria Stuarda a Parigi, Requiem di Verdi al Gasteig di Munich e partecipato, come unico cantante italiano invitato, al concerto evento in memoria di Elena Obraztsova al Teatro Bolshoi di Mosca trasmessa in mondovisione il 10 novembre.
Nella stagione 2016 ha interpretato con successo al Teatro alla Scala di Milano il ruolo di Sparafucile (debutto di uno degli ultimi ruoli verdiani che gli mancava in repertorio), in Rigoletto, Oroveso in Norma al teatro San Carlo di Napoli e Aida a Mosca per la direzione di Zubin Mehta, Macbeth a Bruxelles, Faust a Zagreb ed il debutto in Boris Godunov in Bulgaria.
Nel 2017 dopo i successi a Modena (Attila) a Montecarlo (Simon Boccanegra) ed al Teatro alla Scala di Milano (Anna Bolena e La bohème) viene premiato in dicembre con l’International Opera Award – Oscar della Lirica quale miglior basso dell’anno, durante una importante tournée in Cina.
Nell'anno 2018 è ancora protagonista al Teatro alla Scala di Milano (Aida) interpreta poi Don Giovanni all'Opera di Belgrado e all'Opera Romana di Craiova,  il Conte di Walter allo Staatsoper di Amburgo in Luisa Miller ed il ruolo di Raimondo in Lucia di Lammermoor al Seul Opera Art in Corea.

## Repertorio
- Vincenzo Bellini
  - I Capuleti e i Montecchi (Lorenzo)
  - Norma (Oroveso)
  - I puritani (Sir Giorgio)
  - La sonnambula (Rodolfo)
- Georges Bizet
  - Carmen (Escamillo)
- Arrigo Boito
  - Mefistofele (Mefistofele)
- Gaetano Donizetti
  - Anna Bolena (Enrico VIII)
  - La favorita (Baldassare)
  - Linda di Chamounix (Prefetto)
  - Lucia di Lammermoor (Raimondo Bidebent)
  - Lucrezia Borgia (Don Alfonso)
  - Maria Stuarda (Giorgio Talbot)
  - Don Pasquale
- Charles Gounod
  - Faust (Méphistophélès)
  - Romeo et Juliette (Frate Lorenzo)
- Fromental Halévy
  - La Juive (Cardinal Brogni)
- Georg Friedrich Händel
  - Rinaldo (Mago Christiano)
- Italo Montemezzi
  - L'amore dei tre re (Arcibaldo)
- Claudio Monteverdi
  - L'incoronazione di Poppea (Seneca)
  - Il ritorno d'Ulisse in patria (Nettuno)
- Wolfgang Amadeus Mozart
  - Don Giovanni (Don Giovanni)
- Modest Petrovič Musorgskij
  - Boris Godunov (Boris Godunov)
- Jacques Offenbach
  - Les Contes d'Hoffmann (Lindorf, Coppélius, Miracle, Dapertutto)
- Amilcare Ponchielli
  - La Gioconda (Alvise Badoèro)
- Giacomo Puccini
  - La bohème (Colline)
  - Turandot (Timur)
- Sergej Rachmaninov
  - Aleko (Aleko)
- Gioachino Rossini
  - Il barbiere di Siviglia (Basilio)
  - Mosè in Egitto (Mosè)
  - Semiramide (Assur)
  - Stabat Mater (Basso)
- Igor' Fëdorovič Stravinskij
  - Oedipus rex (Tirésias)
- Giuseppe Verdi
  - Aida (Ramfis)
  - Attila (Attila)
  - Don Carlo (Filippo II)
  - Ernani (Don Ruy Gomez de Silva)
  - La forza del destino (Padre Guardiano)
  - Jérusalem (Roger)
  - I Lombardi alla prima crociata (Pagano)
  - Luisa Miller (Il Conte di Walter)
  - Macbeth (Banquo)
  - I masnadieri (Massimiliano)
  - Messa di requiem (Basso)
  - Rigoletto (Sparafucile)
  - Nabucco (Zaccaria)
  - Oberto, Conte di San Bonifacio (Oberto)
  - Quattro pezzi sacri
  - Simon Boccanegra (Jacopo Fiesco)
  - Il trovatore (Ferrando)
  - I vespri siciliani (Giovanni da Procida)

## Riconoscimenti
- Premio G.B.Viotti (1986)
- Premio As.Li.Co competition (1987)
- Premio Lauri-Volpi (1994)
- Premio Orazio Tosi (1995)
- Premio Cappelli (1999)
- Matassa d'Oro (2002)
- Premio Monteverdi (2009)
- Premio Bonci (2011)
- Premio Danzuso (2014)
- Premio Sipario d'argento (2017)
- Premio International Opera Awards - Oscar della Lirica (2017)

## Discografia

### CD
- Giuseppe Verdi Aida Direttore Z.Mehta/ K.Lewis/Bocelli/Simeoni, 2016 Decca
- Giuseppe Verdi Simon Boccanegra Zanetti/Hampson/Calleja, 2013 Decca
- Recital Daemons & Angels Direttore: Vladimir Ghiaurov (Kicco Classic 2010)
- Recital Rencontres - mélodies francaises Rani Calderon, pianoforte (Dynamic 2008)
- Recital Musica proibita Richard Barker, pianoforte (Bongiovanni 2005)
- Recital Opera Arias Direttore G. Rath, Orchestra della Svizzera Italiana (Bongiovanni 2003)
- Vincenzo Bellini, La sonnambula Direttore Evelino Pidò, Opéra de Lyon/ N.Dessay, F.Meli (Virgin Classics 2007)
- Amilcare Ponchielli La Gioconda Direttore D.Renzetti, A.Gruber, M.Berti (Dynamic 2006)
- Gaetano Donizetti Lucia di Lammermoor Direttore S.Ranzani, Tokyo Philharmonic/ M.Devia, M.Alvarez, R.Bruson (La Voce 2005)
- Giuseppe Verdi Il trovatore Direttore S.Mercurio, Teatro Bellini Catania/ V.Villaroel, E.Zaremba, A.Bocelli, C.Guelfi (Decca 2004)
- Gaetano Donizetti La Favorite Direttore M.Viotti, Bayerischer Rundfunk/ V.Kasarova, R.Vargas, A.Michaels-Moore (BMG 1999)
- Gaetano Donizetti Lucia di Lammermoor Direttore Z.Mehta, Maggio Musicale/ M.Devia, J.Bros, R.Frontali (Fonè 1998)
- Gioachino Rossini Stabat Mater Direttore P.Morandi, Hungarian State Orchestra (Naxos Records 1998)
- Giacomo Puccini Turandot Direttore Z.Mehta/ G.Casolla, B.Frittoli, S.Larin (BMG 1997)
- Giuseppe Verdi Requiem Direttore P.Morandi, Hungarian State Orchestra (Naxos 1996)
- Giacomo Puccini La bohème Direttore G.Gelmetti, Teatro Comunale Bologna/ D.Dessì, G.Sabbatini, P.Gavanelli (EMI 1991)
- Giuseppe Verdi Requiem Direttore C.Davis, C.Vaness Bayerischer Rundfunk (RCA 1990)
- G.F. Händel Rinaldo Direttore J.Fischer, Teatro La Fenice/ M.Horne, C.Gasdia, E.Palacio (Nuova Era 1988)
- Giuseppe Verdi I masnadieri Direttore W.Gönnenwein, Festival Ludwigsburg/ M.Rowland, M.Malagnini, R.Bruson Bayern Records
- Giuseppe Verdi Simon Boccanegra Direttore G.Solti, L. Nucci, K.Te Kanawa, J.Aragall (Decca 1989)
- Colombara, Great Opera Scenes - Boemi/PO Graz, 2015 Decca
- Charles Gounod Faust Direttore Ville Matvejeff, Aljaz Farasin, Marijucca Tepponen, Lucio Gallo (Naxos 2019)
- Giuseppe Verdi Attila Direttore Aldo Sisillo, Vladimir Stoyanov, Svetlana Kasyan, Sergio Escobar (Realsound 2021)

### DVD
- Giacomo Puccini Bohème (Festival di Salisburgo, 2012) Gatti/Netrebko/Beczala/ Machaidze/WPO, regia Damiano Michieletto (Deutsche Grammophon)
- AAVV The art of the bass (Naxos Records 2012)
- Giuseppe Verdi Nabucco Direttore D.Oren, Arena di Verona/ M.Guleghina, L.Nucci, F.Sartori (Decca 2007)
- Amilcare Ponchielli La Gioconda Direttore D.Renzetti, A.Gruber, M. Berti Arena di Verona (Dynamic 2006)
- Amilcare Ponchielli La Gioconda Teatre de Liceu (TDK 2006)
- Giuseppe Verdi Jérusalem Direttore M.Plasson (RAI Video 2000)
- Giuseppe Verdi Macbeth Direttore R.Muti, Teatro alla Scala (RAI Video 1998)
- Giacomo Puccini Turandot Direttore Z.Mehta, Pechino/ G.Casolla, B.Frittoli, S.Larin (BMG 1997)
- Gaetano Donizetti Lucia di Lammermoor Direttore S.Ranzani, Bunkamura Tokyo/ M.Devia, M.Alvarez, R.Bruson (La Voce 2005)
- Giuseppe Verdi Requiem Direttore D.Oren, Luciano Pavarotti (RAI Video 1996)
- Giuseppe Verdi Nabucco Direttore P.Carignani, Renato Bruson Teatro San Carlo Napoli (RAI Video 1996)
- Gaetano Donizetti Lucia di Lammermoor Direttore S.Ranzani, M. Devia, R. Bruson Teatro alla Scala (RAI/Fonit Cetra/Opus Arte/Naxos 1992)
- Giuseppe Verdi, "Aida" Direttore D.Licata, G.Giacomini, A. Millo (RAI Video 1993)
- Giuseppe Verdi, "Aida" Direttore Zubin Mehta, Kristin Lewis, Fabio Sartori, Anita Rachvelishvili (Unitel, 2015)